# Corul de Copii Radio
Corul de Copii Radio este un ansamblu vocal recunoscut atât pe plan național cât și internațional. Activitatea corului se întinde pe durata a mai mult de 6 decenii și pe cuprinsul mai multor țări și continente. Printre acestea se numără Franța, Regatul Unit, Belgia, Germania, Italia, Suedia și Finlanda, România, Elveția, Japonia, Statele Unite ale Americii, Canada și Turcia.

## Istoric
Începuturile "Corului de Copii Radio" se leagă de numele lui Dumitru D. Botez și al dirijorului Ion Vanica, cei doi fiind cei care, în toamna anului 1945, au pus temelia primei generații care a alcătuit această corală. Alcătuit inițial din numai 7 copii, în numai câțiva ani, corul câștigă aprecierea conducerii publicului de specialitate și nu numai, ajungând în 1951 și 1953 la Festivalul Mondial de Tineret, unde devine laureat al acestuia.
În cei 60 de ani de existență, la pupitrul dirijoral al corului s-au aflat pe rând nume ca: Elena Vicică, Therodor Carțiș, Nicolae Vicleanu, Eugenia Văcărescu și Voicu Popescu.
Activitatea sa cuprinde peste 50 de turnee, numeroase concerte "a capella" și vocal - simfonice, înregistrări, filmări și premii recunoscute internațional. A concertat alături de orchestre renumite precum Orchestra Națională Radio, Orchestra de Cameră Radio, Orchestra Filarmonicii George Enescu, Filarmonica din Munchen, Orchestra de Stat Bavareza,și sub bagheta unor mari maeștri români și străini ca: Iosif Conta, Ludovic Bacs, Horia Andreescu, Cristian Badea, Jin Wang, Lawrence Foster, Wayne Marshall, Zubin Mehta.
Multe cariere artistice și-au început formarea muzicală în cadrul acestei corale precum: Ileana Cotrubaș, Elena Voinea, Voicu Enăchescu, Dan Dumitrescu, Roxana Briban, Roxana Constantinescu, etc.
În 2004, cu 3 ani înaintea intrării României în U.E., Corul de Copii Radio a primit titlul de AMBASADOR Cultural al Uniunii Europene.
Ca o recunoaștere a calităților vocale și interpretative, Corul de Copii Radio a participat la Simpozionul Internațional de Muzică Corală de la Copenhaga din 2008, fiind prima formație românească prezentă în cadrul acestei importante manifestări corale.
În ultimii ani, sub îndrumarea dirijorului Voicu Popescu, asistat de pianista Camelia Chițibea, ansamblul explorează noi forme de expresie artistică, îndreptându-se preferențial către manifestări conceptuale și de cooperare culturală cum ar fi: Songbridge-Canada, Brundibar-Franța, Les Instants Sacrés-Franța, Amadeus-România, Voci d’Europa-Italia, Adiemus-România și Strălucirile apei în România și Franța. Ultimele două producții au adus formației Premiul Special “In memoriam Iosif Sava” pentru anul 2007, oferit de Radio România Cultural. 
În 2008, ansamblul realizează concertul spectacol Amprente (Romanian Roots) cu care este prezent atât la manifestări din România, cât și în străinătate, în țări precum Danemarca, Suedia, Germania, Bulgaria, unde obține aplauze furtunoase și aprecieri superlative. 
În martie 2009, Corul de Copii Radio împreună cu elevii claselor a XI-a si a XII-a de la Liceul “Anna de Noailles” au pus în scenă tragedia „Esther” de Jean Racine, pe muzica originală a lui Jean-Baptiste Moreau. Aceasta a fost a doua punere integrală în scenă a tragediei „Esther” de la scrierea sa, în 1689.
Pe 30 octombrie, același an, ansamblul a susținut un concert în cadrul Festivalului de Muzică Veche București, unde a participat la punerea în scenă a lucrării „Magnificat anima mea Dominum” de J.S.Bach alături de orchestra baroc belgiană Il Gardelino și clavecinistul Ketil are Hausgang.

## Discografie
LP:
- "Pui de lei" (EXD 1205)
- "A țării primăvară" (EXD 1300)
- "Cântece pentru copii din literatura muzicală și românească" (EX 0151, EXC 347)
- "Salut copiilor mici" (EXE 01591)
- "Copiii cântă primavara" (ST C.C. 0174)
- "Cutezatorii" (EXE 03332)
- "Cântece de Crăciun" (ST. EXE 04190)
- "Copiii României" (ST C.S. 0181)
- "Let Children sing!" (ST. EXE 02971, ST.EXE - 03662, ST. EXE 03241)

DISCURI DE AUTOR:
- Aurel Giroveanu (EXE 01592)
- Vasile Timiș (EXE 10468)
- Laurentiu Profeta (ECE 0325)
- Alexandru Pașcanu (ST.EXE 03245, ST.EXE 02200)
- Dan Voiculescu (ST.EXE 03058)
- Mircea Neagu (ST.EXE 03488)

CD
- "Fetes traditionelles roumaines" (Cedime, France, Colectia CIME nr.5)
- "Musica Sacra Romaniae" ("Azymouth" Belgium, AZCD 11060)
- "Romanian Favorite Choral Works" (Harmonia Ltd., Japonia, HASF 1005)
- "Sărbători fericite" (editura "Casa Radio" a Societății Române de Radiodifuziune)
- "Musica Sacra Romaniae" (editura "Casa Radio" a Societății Române de Radiodifuziune)
- "Nestemate Corale" (editura "Casa Radio" a Societății Române de Radiodifuziune)
- "Les instants sacres" (les Studios d'Albedo-France)

## Premii
- Marele Premiu “Summa cum laude” la Concursul Corurilor de Copii și Tineret - Neerpelt (Belgia)
- Premiul III la Concursul “Zoltán Kodály” – Tokio (Japonia)
- Premiul Colegiului Criticilor Muzicali din România

## Festivaluri si concursuri muzicale internationale
- 1951 - Germania, Berlin - Festival Mondial al Tineretului si Studentilor. Diploma a II-a.
- 1953 - Bucuresti - Festivalul Mondial al Tineretului si Studentilor. Premiul special al Tineretii.
- 1957 - Germania, Wupperthal - Festivalul International al Corurilor de Copii si Tineret. Premiul I
- 1958 - Germania, Weimar - "Copii lumii canta pacea"
- 1970 - Ungaria, Budapesta - Intalnirea Internationala a Coralelor de Copii
- 1971 - Iugoslavia, Celie - Festivalul Cantecului Tineretului
- 1973 - Slovacia, Bratislava – Festival Coral International pentru Copii
- 1976 - Turcia - Festivalul International de la Istambul
- 1980 - Ungaria, Budapesta - Festivalul International al Radiodifuziunilor inscrise in O. I. R. T.
- 1981 - Germania, Berlin - Festivalul International al Radiodifuziunilor inscrise in OIRT
- 1982 - Bulgaria, Sofia - Festivalul International al Radiodifuziunilor inscrise in OIRT
- 1983 - URSS, Arlionoc - Festivalul International al Radiodifuziunilor inscrise in OIRT  "Mir Planeta Zemlia"
- 1985 - Cehoslovacia - Festivalul Coral International "Sarbatoarea Cantecului de la Olomouc"
- 1986 - Cehoslovacia - Festivalul Coral International "Sarbatoarea Cantecului de la Olomouc". Premiul de interpretare
- 1987 - Germania, Halle - Festivalul International al Corurilor de Copii si Tineret "Frohlich sein und singen"
- 1987 - Germania, Wupperthal - Festivalul International al Corurilor de Copii si Tineret
- 1988 - Cehoslovacia - Festivalul Coral International de la Bratislava
- 1990 - Chisinau - Festivalul Coral "Patrimoniu"
- 1990 - Turcia, Ankara - Festivalul International de Muzica Folclorica
- 1992 - Franta - "Orchestrades Universalles de Brive", editia a IX-a
- 1993 - Ungaria, Budapesta - Festivalul "Aleea Natiunilor"
- 1994 - Franta - "Orchestrades Universalles de Brive", editia a XI-a
- 1994 - Austria, Haag - Festivalul Coral International "Juventus Cantat"
- 1995 - Finlanda, Oulu - Festivalul International al Corurilor de Copii si Tineret "Sympaatti"
- 1995 - Elvetia, Basel - Festivalul European al Corurilor de Tineret
- 1995 - Germania, Wolfenbuttel - Festivalul "Eurotreff"
- 1995 - Italia - "Rassegna Internazionale di Torino"
- 1995 - Japonia - Concursul International de Inregistrari "Zoltan Kodaly". Premiul III.
- 1996 - Germania, Solingen -"Zehn Jahre Sangerjugend der Klindenstadt Solingen"
- 1996 - Belgia, Neerpelth - Festivalul Concurs al Corurilor de Copii si Tineret. Premiul I "Summa cum laude"
- 1996 - Franta - "Orchestrades Universalles de Brive", editia a XIII-a
- 1997 - Halle - Festivalul International al Corurilor de Copii "Frohlich sein und singen"
- 1997 - Italia - "Rassegna Internazionale di Torino", editia a XVIII-a
- 1998 - Suedia - Skinnskatteberg - Festivalul Corurilor de Copii
- 1999 - Franta - "Orchestrades Universelles de Brive", a XVI-a editie
- 2000 - Franta - "Orchestrades Universelles de Brive", a XVII-a editie
- 2001 - Franta - "Orchestrades Universelles de Brive", a XVIII-a editie
- 2001 - SUA, Utah, Salt Lake City - ‘‘Voices of Friendship”
- 2001 - Vatican - Concert de gala, Basilica “Santa Maria Sopra Minerva”
- 2002 - Franta - "Orchestrades Universelles de Brive", a XIX-a editie
- 2003 - Canada - “Festival 500” - SONGBRIDGE
- 2003 - Franta - "Orchestrades Universelles de Brive", a XX-a editie
- 2004 - Franta - "Orchestrades Universelles de Brive", a XXI-a editie
- 2004 - Turcia, Eschisehir - International Music Festival, a X-a editie
- 2004 - Franta, Lyon “Les Instants Sacres” Festival, I-a editie
- 2005 - Franta - "Orchestrades Universelles de Brive", a XXII-a editie
- 2006 - Italia, Porto Torres, Sardinia, - VOCI D’EUROPA, editia a XXIII-a
- 2006 - Cagliari, Festival international de musica polifonica - CONCORDIA VOCIS, editia a XV-a
- 2008 - Danemarca - Copenhaga, Simpozionul Mondial de Muzica Corala
- 2009 - Suedia, Stockholm, Festivalul Let the Future Sing
- 2009 - Bulgaria, Yambol, Festivalul Coral Trac, a IV-a ediție

## Citate
„Un grup de îngeri fără aripi. Nu au nevoie de aripi atâta timp cât știu secretul de a se ridica în înalt, în cer, pe aripi de muzică.”—Alexandru Pașcanu, compozitor